# Philippe Barakat
Théophile Philippe Barakat (ur. 1 lipca 1952 w Zajdal, zm. 13 czerwca 2020 w Hims) – syryjski duchowny Kościoła katolickiego obrządku syryjskiego, w latach 2016–2020 arcybiskup Himsu.

## Życiorys
Święcenia prezbiteratu przyjął 15 sierpnia 1976 i został inkardynowany do archidiecezji Himsu. Pracował głównie jako duszpasterz parafialny, był także m.in. ekonomem, protosyncelem oraz patriarchalnym administratorem archieparchii. Od 2006 posiadał tytuł chorepiskopa.
15 kwietnia 2016 został mianowany arcybiskupem Himsu. Sakry udzielił mu 7 maja 2016 syryjskokatolicki patriarcha Antiochii Ignacy Józef III Younan, któremu towarzyszyli syryjski arcybiskup Damaszku Gregorios Elias Tabé oraz syryjski arcybiskup Bagdadu Ephrem Yousif Abba Mansoor.
Zmarł w Hims 13 czerwca 2020.